# Мальчик и тьма
«Мальчик и тьма» («Дверь во тьму») — роман российского писателя-фантаста Сергея Лукьяненко в жанре приключенческого фэнтези. Главный герой книги — мальчик Данька — встречает Солнечного котёнка, вслед за которым попадает в другой мир, в котором царит Тьма. Пройти обратно тем же способом не получается, и герои вынуждены искать другой. При этом они оказываются в центре противостояния между служителями Тьмы Летящими и их противниками Крылатыми.
Роман впервые вышел в издательстве «Эксмо» в 1997 году в авторском сборнике вместе с «Рыцарями Сорока Островов» и рассказами писателя. Впоследствии неоднократно переиздавался, как в составе сборников, так и отдельно. Переведен на немецкий язык. В 1998 году роман «Мальчик и тьма» был номинирован на премию «Сигма-Ф» — приз читательских симпатий журнала «Если».

## Сюжет
В один из пасмурных дней заболевший мальчик Данька встречает Солнечного котёнка, заглянувшего в его комнату. Котёнок создан из Настоящего света и умеет находить Потаённые двери, ведущие в другие миры. Через одну из таких дверей он и Данька попадают в мир, в котором царит Тьма. Этот мир — поле боя между Летящими (служителями Тьмы) и Крылатыми, для которых жизнь во имя Света — пустой лозунг. Жители города продали своё Солнце Торговцам, и маленький Солнечный котёнок не может открыть дверь в мир Даньки. Во время бегства от Летящих мальчик знакомится с Лэном, который называет его Старшим. Теперь Данька и Лэн партнеры, готовые защищать друг друга в любых ситуациях. В городе Лэна Данька отказывается в схватке убивать Летящего, и другие Крылатые выкалывают ему глаза. Ситуацию спасает Солнечный котёнок, который дарит Даньке новые глаза и Настоящее зрение — способность видеть людей такими, какие они есть. Лэн, Данька и Котёнок отправляются с караваном в город Торговцев, чтобы узнать, как вернуть Солнце в мир Лэна. После возвращения они подговаривают Крылатых напасть на башню Летящих. Во время сражения Котёнок находит залежи Солнечного камня и становится новым Солнцем для этого мира. В лучах света Летящие рассыпаются в воздухе и жители городов Крылатых в изумлении смотрят в небо, над которым восходит Солнце. Лэн и Данька возвращают Котёнка, воспользовавшись Настоящим зеркалом. Котёнок находит новую Потаённую дверь, но она ведет в новый мир, из которого мальчики позднее смогут прийти в мир Даньки.

## Создание и издания

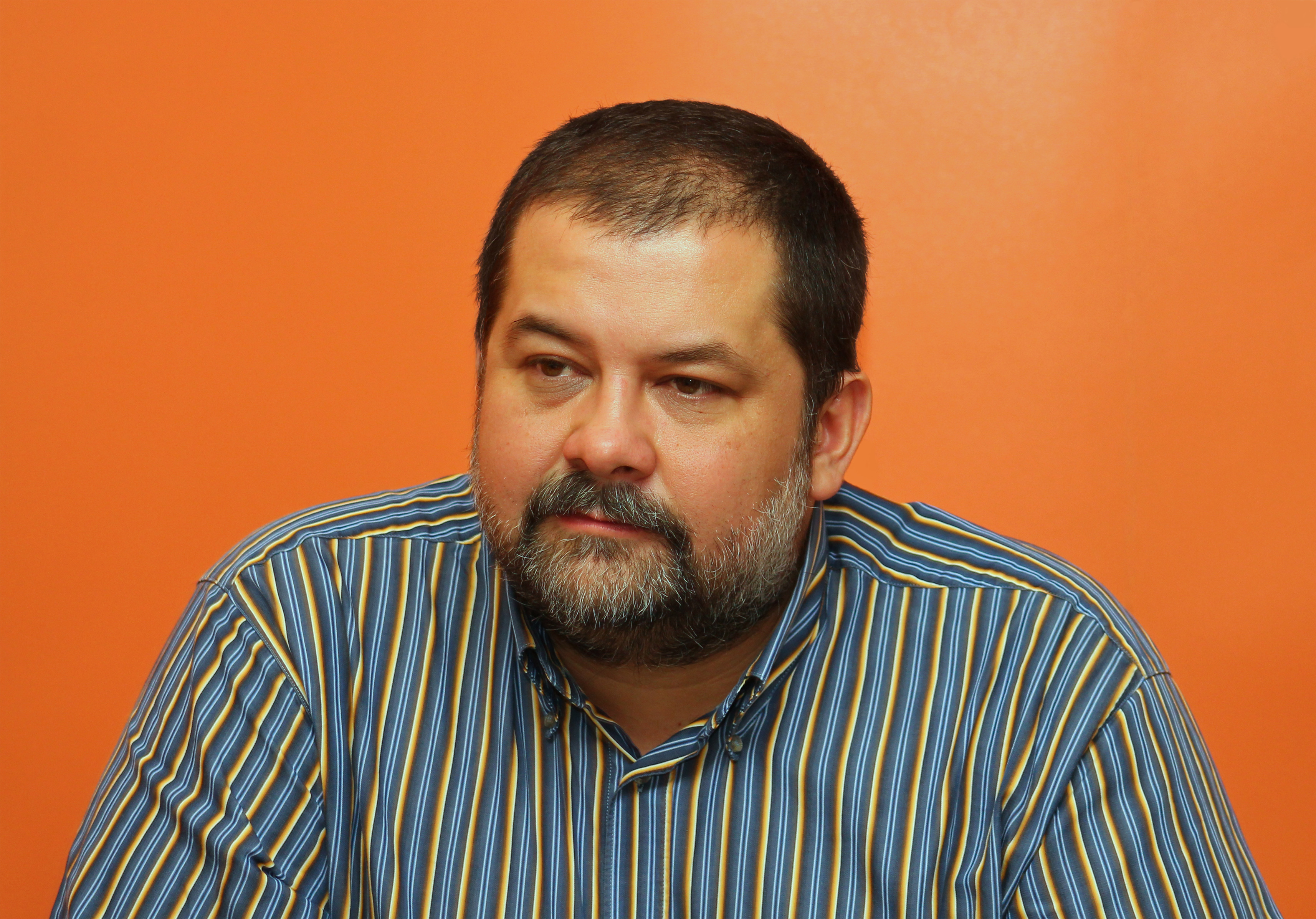
Сергей Лукьяненко

В примечаниях к повести «Царь, царевич, король, королевич» Сергей Лукьяненко упомянул, что написание трилогии «Остров Русь» помогло ему начать писать очередной роман — «Мальчик и тьма». Главный герой произведения — Данька — также появляется в повести «Планета, которой нет» и в одном из эпизодов романа «Не время для драконов». По словам писателя, это один и тот же мальчик.
Роман впервые издан в 1997 году: в Москве — издательствами «Эксмо» и «Аргус» в сериях «Абсолютное оружие» и «Хронос»; в Харькове — издательством «Фолио» в серии «Заклятые миры». Московские издания были идентичны и представляли собой авторский сборник Лукьяненко, в который также вошли роман «Рыцари Сорока Островов» и несколько рассказов писателя. В украинском издании роман «Мальчик и тьма» был издан под названием «Дверь во Тьму». Также в сборник вошло несколько рассказов писателя. Суммарный тираж первых изданий составил 35 000 экземпляров. Общий тираж всех изданий романа превысил 200 000 экземпляров.
В 2009 году переведенный на немецкий язык роман «Мальчик и тьма» вышел в немецком издательстве «Beltz» под названием «Der Herr der Finsternis». Перевод выполнен «стандартной переводчицей» Сергея Лукьяненко Кристиане Пёльманн
| Год  | Издательство                         | Место издания   | Серия                        | Тираж         | Примечание | Источник |
| ---- | ------------------------------------ | --------------- | ---------------------------- | ------------- | --- | -------- |
| 1997 | ЭКСМО, Аргус                         | Москва          | Абсолютное оружие            | 15000         | Романы «Рыцари Сорока Островов», «Мальчик и тьма» и несколько рассказов Лукьяненко в сборнике. Составитель: О. П. Пуля. Иллюстрация на обложке Р. Хескокса; внутренние иллюстрации В. Мартыненко. | [ 3 ]    |
| 1997 | Аргус                                | Москва          | Хронос                       | 10000         | Романы «Рыцари Сорока Островов», «Мальчик и тьма» и несколько рассказов Лукьяненко в сборнике. Оформление переплета и форзаца Р. Исматуллаев, З. Д. Шабдурасулов. Иллюстрации В. Мартыненко.      | [ 4 ]    |
| 1997 | Фолио                                | Харьков         | Заклятые миры                | 10000         | Авторский сборник. «Мальчик и тьма» и несколько рассказов Лукьяненко. Иллюстрация на обложке и внутренние иллюстрации Миро.                                                                       | [ 5 ]    |
| 2000 | АСТ                                  | Москва          | Звездный лабиринт            | 5000 + 10000  | Романы «Рыцари Сорока Островов» и «Мальчик и тьма». Художник А. Манохин. | [ 9 ]    |
| 2000 | АСТ                                  | Москва          | Звездный лабиринт            | 5000 + 54000  | Романы «Рыцари Сорока Островов» и «Мальчик и тьма». Иллюстрация на обложке В. Бондаря. | [ 10 ]   |
| 2003 | АСТ, Астрель                         | Москва          | Волшебная страна             | 10000         | Первое отдельное издание романа. Иллюстрация на обложке В. Бондаря. Оформление издания А. Кудрявцева.                                                                                             | [ 11 ]   |
| 2004 | АСТ, Ермак                           | Москва          | Звездный лабиринт: коллекция | 10000 + 19100 | Романы «Рыцари Сорока Островов», «Мальчик и тьма» и «Лорд с планеты Земля». Иллюстрация на обложке Л. Ройо.                                                                                       | [ 12 ]   |
| 2006 | АСТ, Ермак, АСТ Москва, Транзиткнига | Москва          | Звездный лабиринт            | 15000 + 10000 | Роман отдельно. Иллюстрация на обложке В. Бондаря. | [ 13 ]   |
| 2007 | АСТ, Астрель, Хранитель              | Москва          |                              | 7000          | Роман отдельно. Художник А. Аземша. Иллюстрация на переплёте В. Бондаря. | [ 14 ]   |
| 2007 | АСТ, Хранитель // Харвест            | Москва // Минск | Чёрная серия (танковая щель) | 20000 + 7000  | Романы «Рыцари Сорока Островов» и «Мальчик и тьма». Иллюстрация на обложке В. Бондаря. | [ 15 ]   |
| 2009 | АСТ, Астрель, АСТ Москва             | Москва          | Внеклассное чтение           | 5000          | Роман отдельно. Иллюстрация на обложке В. Бондаря. | [ 16 ]   |
| 2011 | АСТ, Астрель                         | Москва          | Весь... (детская серия)      | 5000          | Романы «Рыцари Сорока Островов» и «Мальчик и тьма». Иллюстрация на обложке В. Бондаря. | [ 17 ]   |
| 2012 | АСТ, Астрель                         | Москва          | Звездный лабиринт 3 (мини)   | 3000          | Роман отдельно. Иллюстрация на обложке В. Бондаря. | [ 18 ]   |
| 2015 | АСТ                                  | Москва          | Весь Сергей Лукьяненко       | 5000          | «Книга гор». Романы «Рыцари Сорока Островов», «Мальчик и тьма» и «Лорд с планеты Земля». Иллюстрация на обложке В.Н. Ненова.                                                                      | [ 19 ]   |

## Критика и оценки
Лаборатория Фантастики

 Goodreads

 LibraryThing
Победитель мастер-класса Сергея Лукьяненко на конвенте «Роскон-2006», писатель Максим Черепанов охарактеризовал роман, как «холодную, жесткую сказку-фэнтези». Рассуждая о жанровой принадлежности романа, Черепанов отметил, что его можно назвать сказкой, если судить по завязке и отсутствию обоснования происходящих чудес. С другой стороны, по антуражу, задаваемому мечами, башнями и полётами, а также реализму отдельных эпизодов, роман больше напоминает фэнтези. В итоге Черепанов приходит к выводу, что роман написан на стыке жанров. По мнению Черепанова, роман «Мальчик и тьма» «о трудности изменения сложившегося порядка вещей, дружбе и её испытаниях, духовных проблемах взросления, взаимоотношениях с самим собой в их предельной точке».
Крис Акаяки в альманахе «Та сторона» отметил, что Лукьяненко начинал своё творчество «в рамках крапивинской традиции», поэтому можно говорить о некоторых параллелях с темами творчества Владислава Крапивина. В частности, общая фабула романа соответствует крапивинским сюжетам, где главными героями являются дети, «подвергающиеся всяческой травле, гонениям, экспериментам со стороны взрослых». Однако на этом, по мнению критика, сходство заканчивается, в то время как всё остальное в романе, начиная с идеи, противоречит «крапивинским традициям». Акаяки отметил, что в произведениях Владислава Крапивина не могла возникнуть идея неоднозначности Света и Тьмы. У Лукьяненко же главному герою «предлагается посмотреть на Свет глазами Тьмы». Кроме того, Свет, который воспринимается большинством читателей, как некая добрая сила, на самом деле таковой не является, используя далеко не только добрые методы. По ходу романа один из главных героев — Котёнок — даже объясняет, что Свет всего лишь одна из трёх сил, такая же, как Тьма и Сумрак, и только сам Свет воспринимает себя как добрую сторону противостояния. Крис Акаяки отмечает одну из важных характерных черт в творчестве Лукьяненко, проявившуюся в романе «Мальчик и тьма»: в отличие от известных произведений Джона Толкина, Андре Нортон, Урсулы Ле Гуин, в которых действуют силы Света и силы Тьмы, в романе Лукьяненко появляется Сумрак, третья сила, не ассоциирующая себя ни с добром, ни со злом. Идея Сумрака как «третьей власти», по мнению Максима Черепанова, не нова, но «оживляет и усложняет партию». Ещё одним важным моментом, отмеченным в рецензии Акаяки, стало построение сюжета романа по схеме, согласно которой «сначала развиваются события и накручиваются загадки, а в конце произведения на сцене появляется некая, чаще всего одушевленная сила, в которой таится ключ к разгадке». При этом разгадка оказывается неожиданной. Согласно этой схеме, главный герой оказывается в чужом мире, который сначала исследует, а потом отправляется в путешествие по этому миру в поисках ответов на поставленные вопросы.
— Данька, Настоящий свет — это вовсе не добрый волшебник, или бог, или что-нибудь такое, разумное. Это просто одна из трех сил.

— Из трех? — Почему-то я удивился именно этому.

— Ну да. Свет, Тьма и Сумрак...

— А это еще что такое?

— Неважно, Данька, ты с ним здесь вряд ли встретишься... Свет — это просто сила, и Тьма — тоже сила. И ничего в них нет ни доброго, ни злого. И солнце в этом мире могло бы гореть по-прежнему, хоть это был бы мир Тьмы. Но получилось так, что здесь все началось с погасшего солнца. Значит, нужно было немножко солнечного света из другого мира... и нужен человек из этого мира.
Писатель-фантаст и литературный критик Виталий Каплан отметил, что роман «Мальчик и тьма» настолько отличается от «крапивинской традиции», основанной на определённой этической системе, что заставляет задуматься о том, что Лукьяненко её перерос. Каплан, подобно Акаяки, подчеркнул некоторые общие черты с творчеством Крапивина, такие как использование мальчика в качестве главного героя, приключения в параллельном мире и проверка дружбы на прочность, и в то же время отметил, что появление третьей силы — Сумрака — не вписывается в крапивинскую традицию, для которой характерны либо свет, либо тьма. По мнению критика, дуализм сил характерен для «монотеистического европейского мышления», в то время как для восточного характерен монизм, в котором постулируется только одно «запредельное начало, Дао, которое может проявляться по-разному, и как Свет, и как Тьма, и как Сумрак». Существование мира и равновесие поддерживаются борьбой этих сил, ни одной из которых не должно отдаваться предпочтение. В романе Лукьяненко эта восточная модель «маскируется под европейскую»: Свет считает себя Добром, Тьма демонстрирует стремление к Злу, а Сумрак отходит в сторону. При этом средствами любой стороны могут послужить «обман, провокации, манипулирование человеческими жизнями».
По мнению Виталия Каплана, особый интерес представляют цели Света, Тьмы и Сумрака. С одной стороны, возвращение в мир солнца является добрым делом. С другой, критик отмечает, что это добро для Света может быть всего лишь побочным эффектом от «хода в исполинской шахматной партии».
По мнению писателя Алекса Бора (Алексея Борисова), ранние произведения Лукьяненко, к которым относится и роман «Мальчик и тьма», представляют собой редкий «сплав захватывающих приключений» и «серьезных философских размышлений об относительности понятий добра и зла, о месте человека в нашем непростом мире». Борисов отмечает абстрактность понятий добра и зла в романе, где в зависимости от точки зрения «может оказаться, что Свет — это Тьма, а Тьма — это Свет». При этом Борисов подчёркивает, что Свет не обязательно является Добром, также как и Тьма не всегда является Злом. В мире существуют полутона, поэтому возможно существование третьей силы — Сумрака, который на самом деле может править миром. Размышляя о том, что подростку, попавшему в подобный мир, чрезвычайно трудно разобраться, Борисов задаётся вопросом: «стоит ли, оказавшись в чужом мире, брать на себя роль арбитра и становиться на сторону тех, кого ты считаешь правым?»
Виталий Каплан особенно подчеркивает, что Котёнок — «огромная удача Лукьяненко, это действительно интересная, нетривиальная фигура». Личность Котёнка сложная и неопределенная, с незаметными переходами между состояниями. По мнению критика, в Котёнке живут сразу две личности: представитель Света и человеческая личность. С одной стороны, он представляет могучую силу и претендует на роль высшего этического авторитета, а с другой, напоминает Даньку, стремится быть с ним на равных. При этом сам Котёнок объясняет эту двойственность: «Я же расту умнею… понемножку. А я хоть и из Света, но форму-то мне дал ты. И Зеркало было человеческим. Так что я на вещи смотрю по-вашему». Таким образом, критик приходит к выводу, что «в момент возникновения Котёнка отпечаталась в нём Данькина душа». Также критик обращает внимание на цели Котёнка. Изначально он выполнял задачи представителя Света, но позже «потихоньку стал работать и на себя», став новым солнцем и питаясь всеобщей любовью. Но даже если это было запланировано изначально Светом, то возникает вопрос, было ли целью помочь людям того мира, либо «усилить свои позиции в бесконечной борьбе с Тьмой».
В 1998 году роман «Мальчик и тьма» был номинирован на премию «Сигма-Ф» — приз читательских симпатий журнала «Если» — в номинации «Средняя форма, повести».

## Адаптации

### Аудиокнига
В 2007 году издательство «Аудиокнига», входящее в холдинг «Издательская группа АСТ», записало аудиокнигу по роману «Мальчик и тьма». Аудиокнига продолжительностью 8 часов 58 минут вышла на двух CD-дисках в серии «Наша фантастика». Текст в формате монолога читает Семён Мендельсон. Иллюстрация на обложке В. Бондаря.

### Мультфильм
В 2009 году началось создание полнометражного анимационного фильма «Мальчик и Тьма» студией «Анимаккорд». Сергей Лукьяненко выступил в качестве соавтора сценария; кроме того, создатели мультфильма обещали, что с него будет срисован один из персонажей. Однако в сентябре 2011 года Лукьяненко написал в своём блоге по поводу возможного выхода мультфильма: «Пациент скорее мёртв, чем жив».